# PR-стратегия
PR-стратегия — структурированные действия, направленные на продвижения проекта/ продукта/ компании на рынке посредством работы с целевой аудиторией; то есть план использования информации для управления общественным мнением. Эффективная PR-стратегия оптимизирует затраты маркетинговой кампании, учитывая, что задачи PR и маркетинга всё чаще переплетаются и дополняют друг друга, несмотря на очевидные различия в целях и методах.

## Разработка
Стратегия позволяет эффективно добиваться главных целей PR, таких как формирование имиджа/ репутации, продвижение бренда, информационное сопровождение и работа с аудиторией.
Целевая аудитория может быть внутренней и внешней. PR стратегия имеет установленный срок (от 6 месяцев), который является оптимальным для достижения конкретных целей. Составлением и управлением стратегией занимается PR-отдел или аутсорсинговая компания.
PR-стратегия разрабатывается по уже имеющимся:
- Результатам исследований рынка;
- Установленному плану и поставленным задачам;
- Выявленной целевой аудитории и её особенностям;
- Изученным потребностям и желаниям целевой аудитории.

PR-стратегия должна включать в себя
- Анализ текущего состояния
- Анализ конкурентов
- Конкретно обозначенное направление
- Желаемый конечный результат
- График работ и мероприятий
- Бюджет и привлечённые под него средства
- Оценка рисков
- Установленные контроли
- Система оценивания результатов

Важно учитывать быстроменяющиеся PR-тренды, анализ и понимание которых увеличивает шансы успеха кампании. Рациональное использование многообразных доступных инструментов также способствует быстрой адаптации кампании к ситуации. Более того, постоянно растущая конкуренция вынуждает прибегать ко всё более нестандартным и оригинальным методам PR-кампаний и взаимодействия с аудиторией, таким как различные виды скрытого PR. К стандартным инструментам относятся ТВ, радио, мероприятия, благотворительность.
За успешными креативными PR-кампаниями всегда стоит продуманная до деталей стратегия, хотя креативность является неотъемлемой частью маркетинга, рекламы и PR.